# Шик (Малопольське воєводство)
Шик (пол. Szyk) — село в Польщі, у гміні Йодловник Лімановського повіту Малопольського воєводства.
Населення — 953 особи (2011).
У 1975-1998 роках село належало до Новосондецького воєводства.

## Демографія
Демографічна структура станом на 31 березня 2011 року:
|          | Загалом | Допрацездатний вік | Працездатний вік | Постпрацездатний вік |
| -------- | ------- | ------------------ | ---------------- | -------------------- |
| Чоловіки | 488     | 150                | 298              | 40                   |
| Жінки    | 465     | 151                | 234              | 80                   |
| Разом    | 953     | 301                | 532              | 120                  |